# Mattatoio

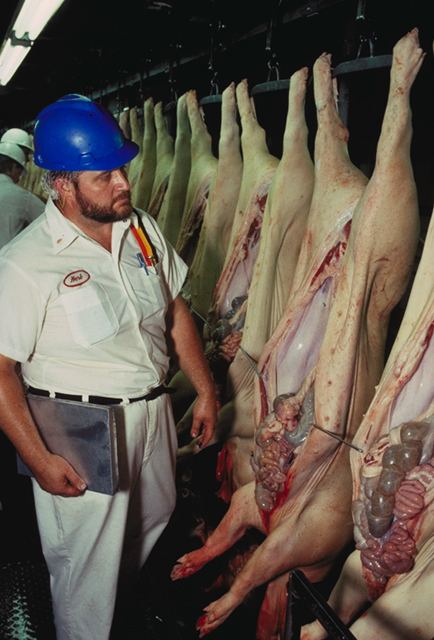
Un ispettore del Dipartimento dell'Agricoltura degli Stati Uniti d'America controlla delle carcasse di maiale.

Un mattatoio (o macello) è un edificio preposto alla macellazione di animali per ricavarne carne e altri prodotti, come le pelli da concia.

## Descrizione
Da quando gli insediamenti umani sono cresciuti in dimensioni si è reso necessario riservare degli spazi specifici, lontani o isolati dalle abitazioni, per la macellazione a livello industriale di animali. Invece in precedenza, e in società più piccole, l'uccisione degli animali veniva effettuata direttamente dall'allevatore oppure dal macellaio.